# Ребекка (фильм, 2020)
«Ребекка» (англ. Rebecca) — художественный фильм в жанре триллер, снятый режиссёром Беном Уитли в 2020 году, экранизация одноимённого романа Дафны Дюморье с Лили Джеймс и Арми Хаммером в главных ролях. Премьера фильма состоялась в октябре 2020 года.

## Сюжет
Литературной основой фильма стал одноимённый роман Дафны Дюморье, по которому поставлен целый ряд кинолент, включая знаменитую картину Альфреда Хичкока 1940 года. Британский аристократ Максимилиан де Винтер через год после смерти жены, красавицы Ребекки, приезжает в Монте-Карло. Там он встречает миссис Ван Хоппер и её юную компаньонку (имя последней остаётся неназванным). Максимилиан увлекается молодой девушкой, женится на ней и привозит в свой замок Мэндерли в Корнуолле.
Новой миссис Винтер нелегко приходится там, где всё напоминает о её предшественнице; к тому же экономка, миссис Дэнверс, неестественно предана памяти своей покойной хозяйки. Позже на дне залива находят тело Ребекки в затопленной лодке. Максимилиан признаётся жене, что застрелил Ребекку, когда та рассказала ему о своей беременности от любовника. Полиция тоже узнаёт об этой беременности и, считая, что у Винтера был мотив для убийства, арестовывает его. Однако находится врач, консультировавший Ребекку накануне её гибели. По его словам, миссис Винтер не ждала ребёнка: у неё была неизлечимая стадия рака. Полицейские возвращаются к версии самоубийства, и Винтер получает свободу. В финале супруги Винтер счастливо живут в солнечном Каире.

## В ролях
- Лили Джеймс — вторая миссис де Винтер
- Арми Хаммер — Джордж Фортескью Максимилиан де Винтер
- Кристин Скотт Томас — миссис Дэнверс
- Сэм Райли — Джек Фавелл
- Кили Хоус — Беатрис Лейси

## Создание и оценки
Проект был анонсирован в ноябре 2018 года. Изначально было известно, что режиссёром фильма станет Бен Уитли, а главные роли сыграют Лили Джеймс и Арми Хаммер. В мае 2019 года к проекту присоединились Кристин Скотт Томас, Сэм Райли, Бен Кромптон, Кили Хоус. Съёмки начались в июне 2019 года на юго-западе Англии, в Дорсете и Девоне, и проходили в шести разных поместьях. Премьера фильма состоялась 21 октября 2020 года на Netflix.
На сайте-агрегаторе отзывов Rotten Tomatoes фильм получил рейтинг 5,4/10. Рецензенты с этого сайта согласились с тем, что новая «Ребекка» не достигает уровня фильма Хичкока, а потому не оправдывает по-настоящему своё существование. На сайте Metacritic картина получила 46 баллов из 100, что указывает на «смешанные или средние» отзывы.
Питер Дебруж из Variety написал в своей рецензии, что авторы фильма «достойно справляются с работой» на протяжении трёх четвертей экранного времени, «балансируя между уважением к первоисточнику и установлением своей собственной индивидуальности», однако в последней четверти всё идёт не так, как следовало бы. Питер Брэдшоу из The Guardian и Констанс Грейди из Vox поставили фильму всего две звезды из пяти возможных.